# Мадонна с гвоздикой
О картине Рафаэля см. Мадонна с гвоздиками.
«Мадонна с гвоздикой», или «Мадонна с графином» (итал. Madonna del Garofano, Madonna della Caraffa) — картина, атрибутируемая молодому Леонардо да Винчи, выдающемуся мастеру эпохи Высокого Возрождения в Италии. Предположительно, создана Леонардо в бытность его учеником в мастерской Верроккьо. Написана маслом на дереве (62х47,5 см). Хранится в Старой пинакотеке в Мюнхене и датируется примерно 1473 годом. В иных вариантах предлагается более поздняя датировка: 1478—1480 годы.

## История

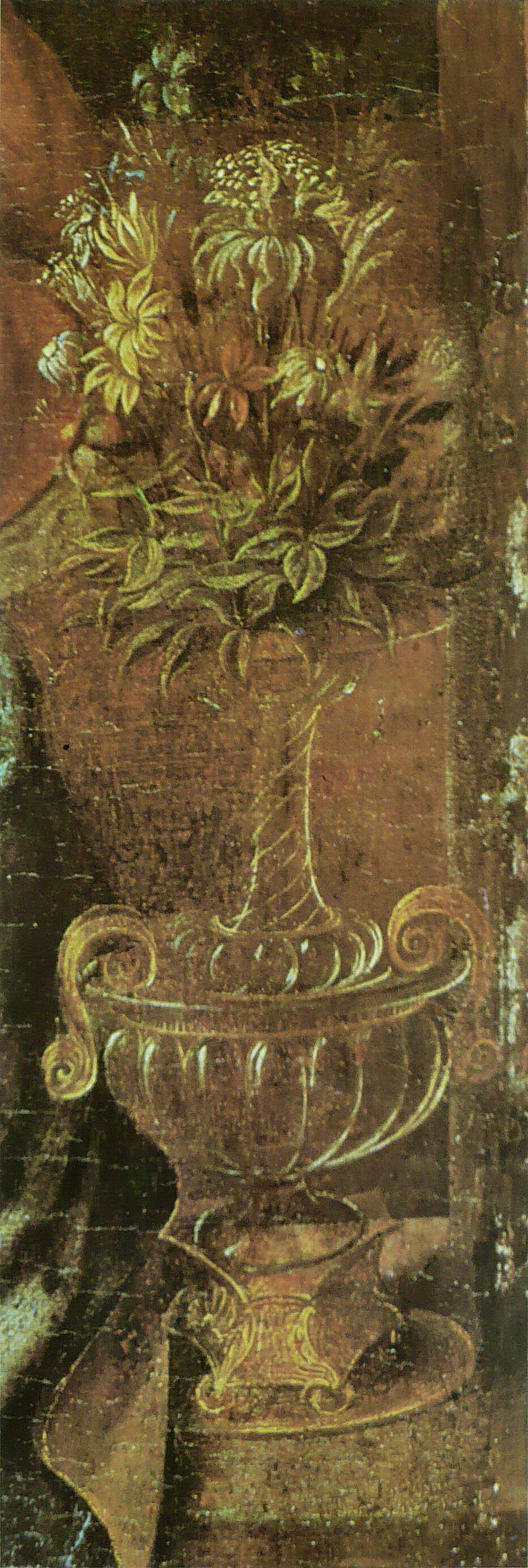
Деталь картины

Картина предположительно происходит из капуцинского монастыря в Бургау, Бавария. Произведение было обнаружено в 1889 году при распродаже имущества вдовы из городка Гюнцбурга на Дунае. Покупатель, заплативший за картину всего 22 немецких марки, через несколько месяцев перепродал «Мадонну» Старой пинакотеке за 800 марок как произведение Андреа дель Верроккьо и сразу же было объявлено, что в музей поступила работа Леонардо да Винчи реальной стоимостью 8000 марок. В подтверждение авторства Леонардо музейными работниками приводилось описание Дж. Вазари картины Леонардо «Мадонна делла Караффа» (итал. Madonna della Caraffa — Мадонна с графином) в собрании папы Климента VII Медичи:

После этого Леонардо написал отличнейшую Мадонну на картине, принадлежавшей впоследствии папе Клименту VII, и в числе прочих изображённых на ней вещей он воспроизвёл наполненный водой графин, в котором стоят несколько цветов и в котором, не говоря об изумительной живости, с какой он его написал, он так передал выпотевшую на нём воду, что роса эта казалась живей живого 
Большинство коносьеров, приехавших в Мюнхен взглянуть на неизвестную ранее работу Леонардо, не были впечатлены увиденным, заключив, что это всего лишь копия с утраченного оригинала. Позднее было обращено внимание на набросок женской головки из луврского собрания графики Леонардо, который мог быть подготовительным эскизом «Мадонны с гвоздикой». С другой стороны, брошь на платье Марии почти идентична броши на «Мадонне Дрейфуса», в которой многие видят работу Лоренцо ди Креди.

## Иконография, композиция и стиль

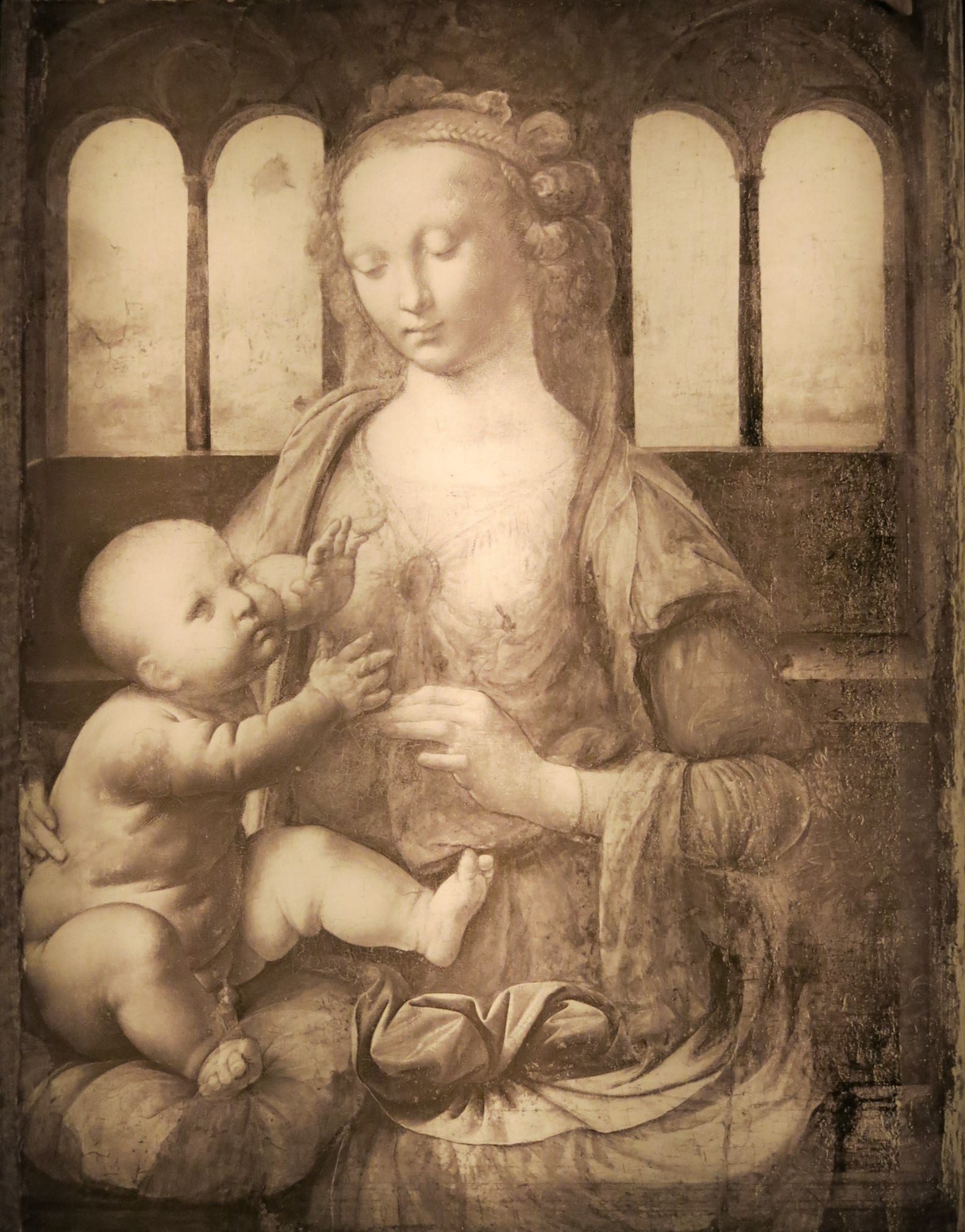
Инфракрасная рефлектограмма картины

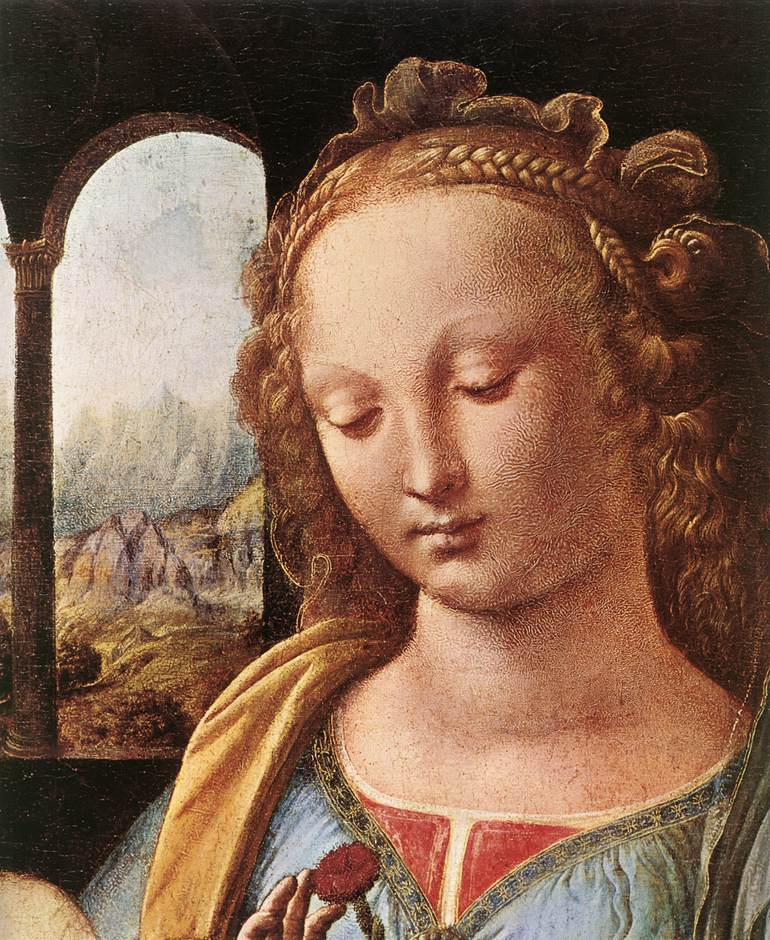
Деталь. Лик Мадонны

Композиция картины типична для «Мадонн» Леонардо да Винчи, в подобных случаях такую композицию называют даже «схемой», или «каноном Леонардо»: композиционный треугольник (или пирамида), симметрия, два симметрично расположенных оконных проёма на дальнем плане с характерно леонардовским сфумато неземного, «лунного пейзажа». Такую же композицию мы видим в другой картине, начатой Леонардо: Мадонна Литта.
Над сложным многообразием одеяния, которое цветовой гаммой сочетается с причудливой горной цепью на дальнем плане, возвышается благородно поднятая глава Марии. Одеяние Мадонны в католическом искусстве по традиции изображается синим (символ небесной чистоты). Эмоции не нарушают совершенные черты лица, только небольшое подобие улыбки играет на губах Девы. Слегка затуманен будто нежным дымчатым покрывалом лик — доведённое Леонардо до совершенства в поздние годы творчества сфумато создаёт впечатление отдаления и отрешённости.
В противоположность спокойной Мадонне, младенец Иисус изображен в энергичном движении. Он буквально дрожит от возбуждения, пытаясь схватить красную гвоздику, которую держит в своей грациозной руке Мать. Правой ногой Иисус упирается в подушку, левая приподнята от напряжения, в то время как он, наклонясь всем телом вперед, поднял детские ручонки, словно пытаясь поймать бабочку.
Кувшин с гвоздиками, описанный Вазари, показан в правом нижнем углу картины. Гвоздика в западноевропейском средневековом искусстве — символ обручения. В католической иконографии этот цветок имеет двойственный смысл. Это символ чистой любви и сострадания, ассоциирующийся с кровью, пролитой Христом. Цветок гвоздики также символизирует мистическое единение Матери и Сына, Христа и Его Церкви.
Младенец протягивает руки к цветку, но его взгляд направлен к небу, как бы намекая на принятие своей трагической судьбы и передачу Своей судьбы в руки Отца. Плащ на груди Мадонны застёгнут брошью-медальоном с сердоликом в центре (также, благодаря цвету, символом крови), окружённым жемчугом, символизирующим целомудрие, скромность и чистоту. Причёска Девы Марии сложна: косы обрамляют лоб и поддерживают полупрозрачную вуаль, из которой золотистые кудри ниспадают по сторонам лица.
Некоторые очевидные заимствования из раннего творчества Верроккьо подтверждают принадлежность работы к юношескому периоду работы художника: композиционный строй, почти прозрачная нежность телесных тонов, сдержанные, но реалистичные жесты Матери и Сына, а также постамент, на котором стоит ваза, также вдохновлённый произведениями Верроккьо. Лицо Марии очень похоже на Её лик в картине «Благовещение» работы Лоренцо ди Креди в галерее Уффици (1480). Другие детали содержат в себе иконографические особенности, типичные для зрелого художника: скалистый пейзаж, жёлтая драпировка, завязанная вихрем, изысканная причёска Девы Марии, повторно использованная в картине «Леда с лебедем».

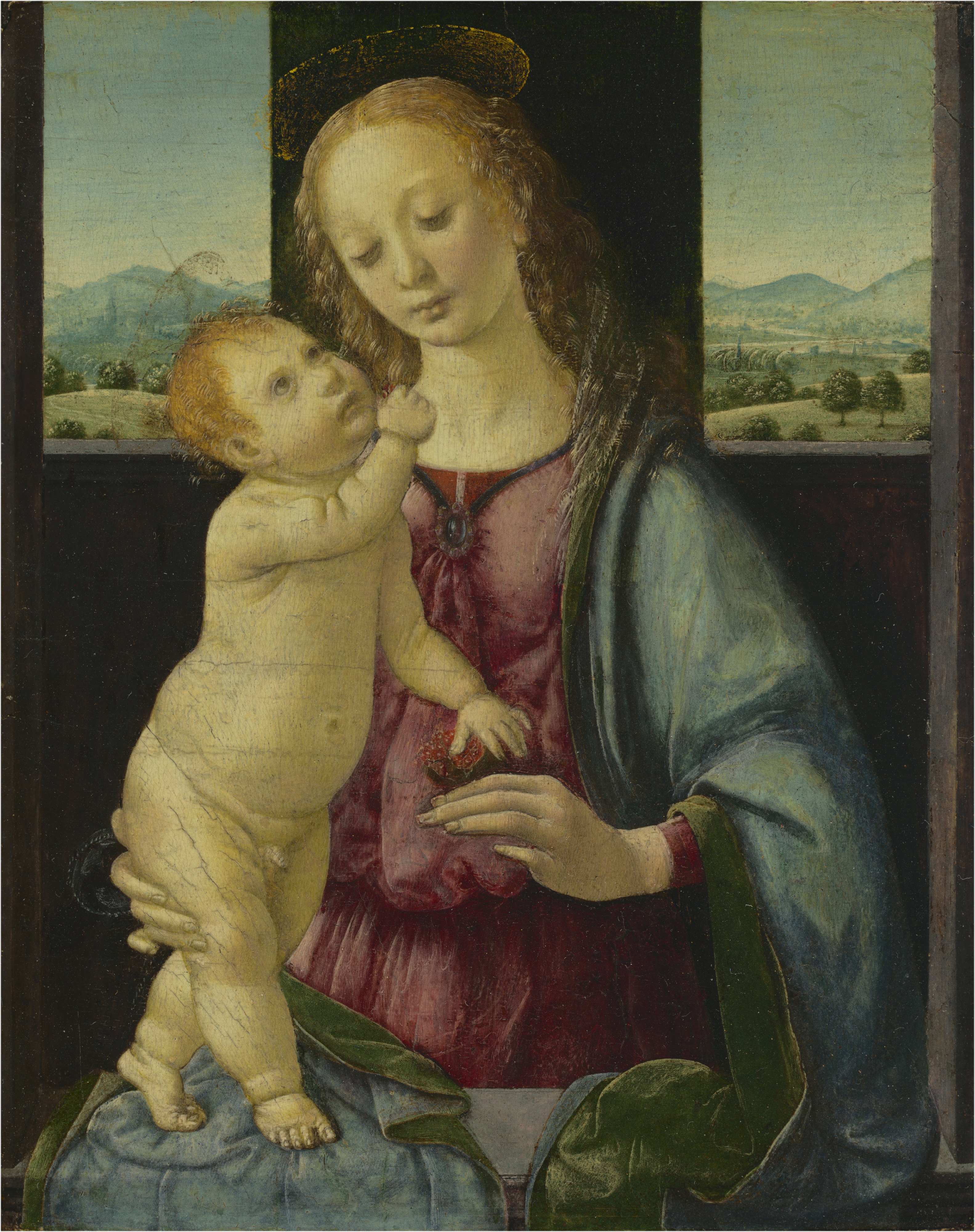
Лоренцо ди Креди. Мадонна с Младенцем и гранатом (Мадонна Дрейфуса). Между 1475 и 1480. Дерево, масло. Национальная галерея искусства, Вашингтон
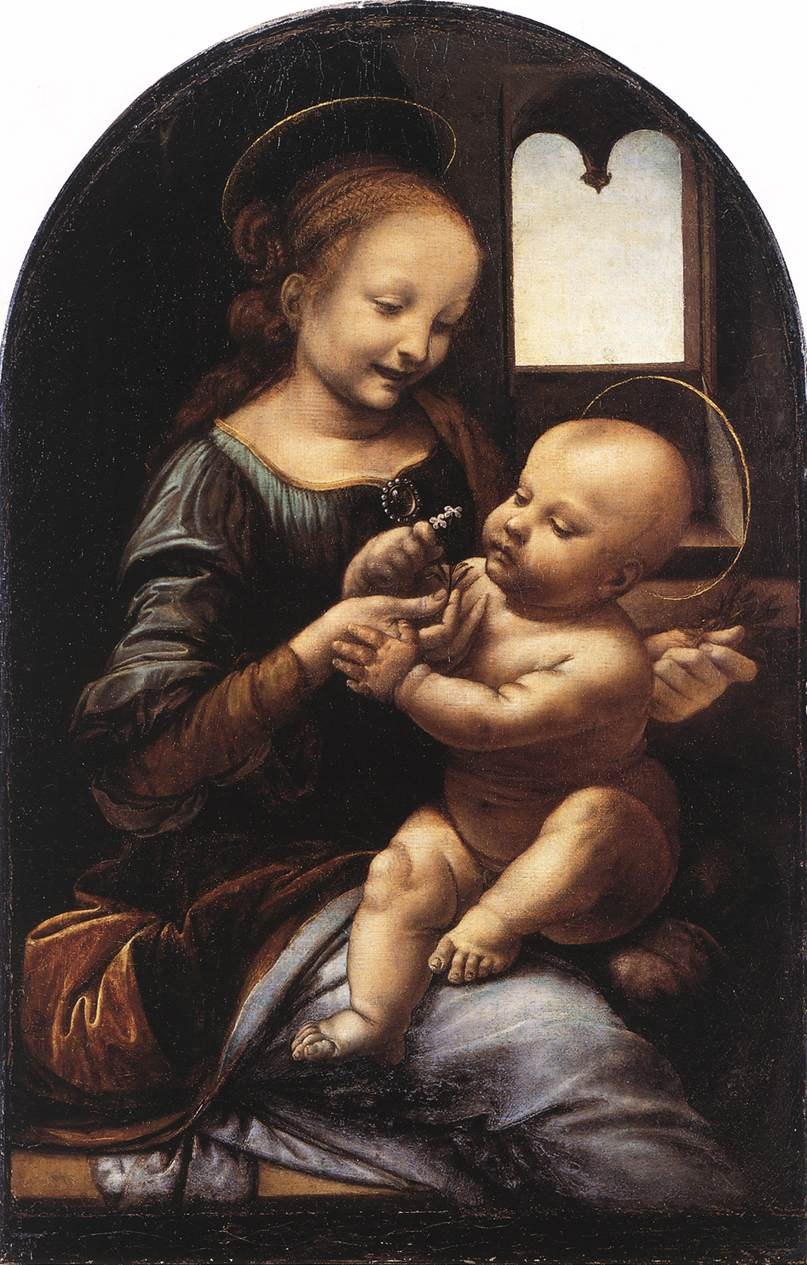
Леонардо да Винчи. Мадонна Бенуа. 1478—1480. Холст (переведено с дерева), масло. Государственный Эрмитаж, Санкт-Петербург
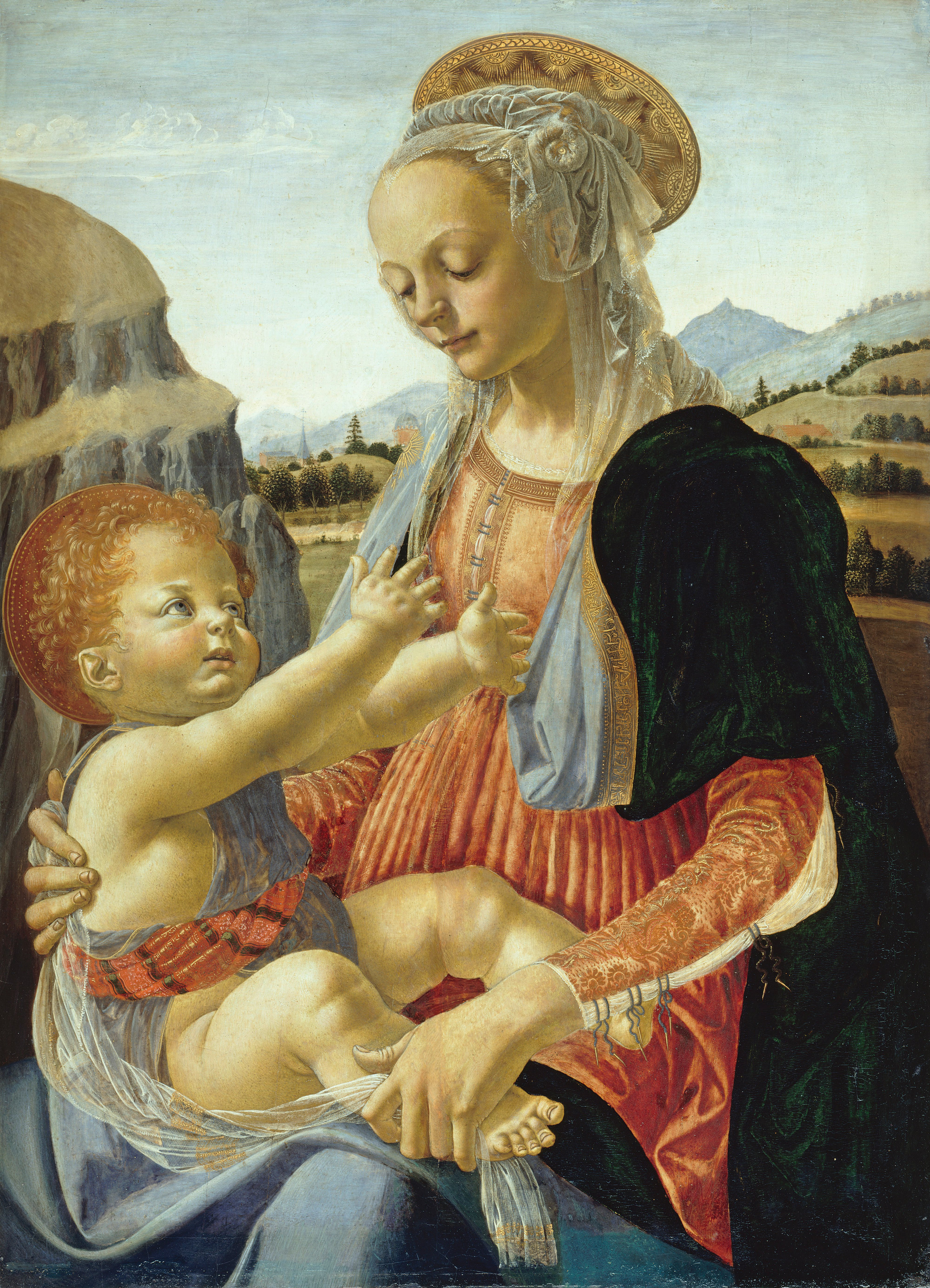
Андреа дель Верроккьо. Мадонна с Младенцем. 1466—1470. Дерево, темпера, масло. Берлинская картинная галерея
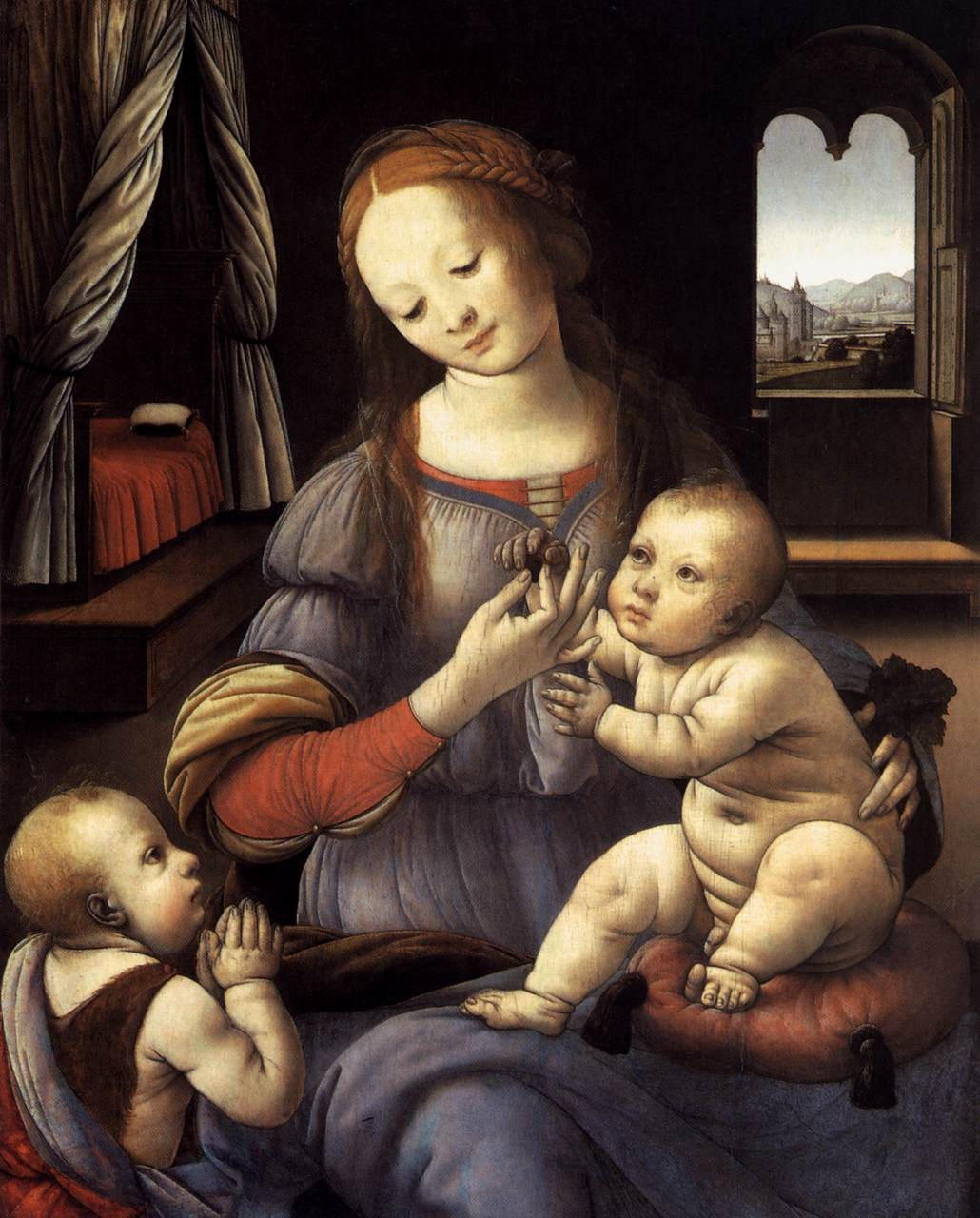
Лоренцо ди Креди. Мадонна с Младенцем и Иоанном Крестителем. 1500-е. Дерево, масло. Галерея старых мастеров, Дрезден
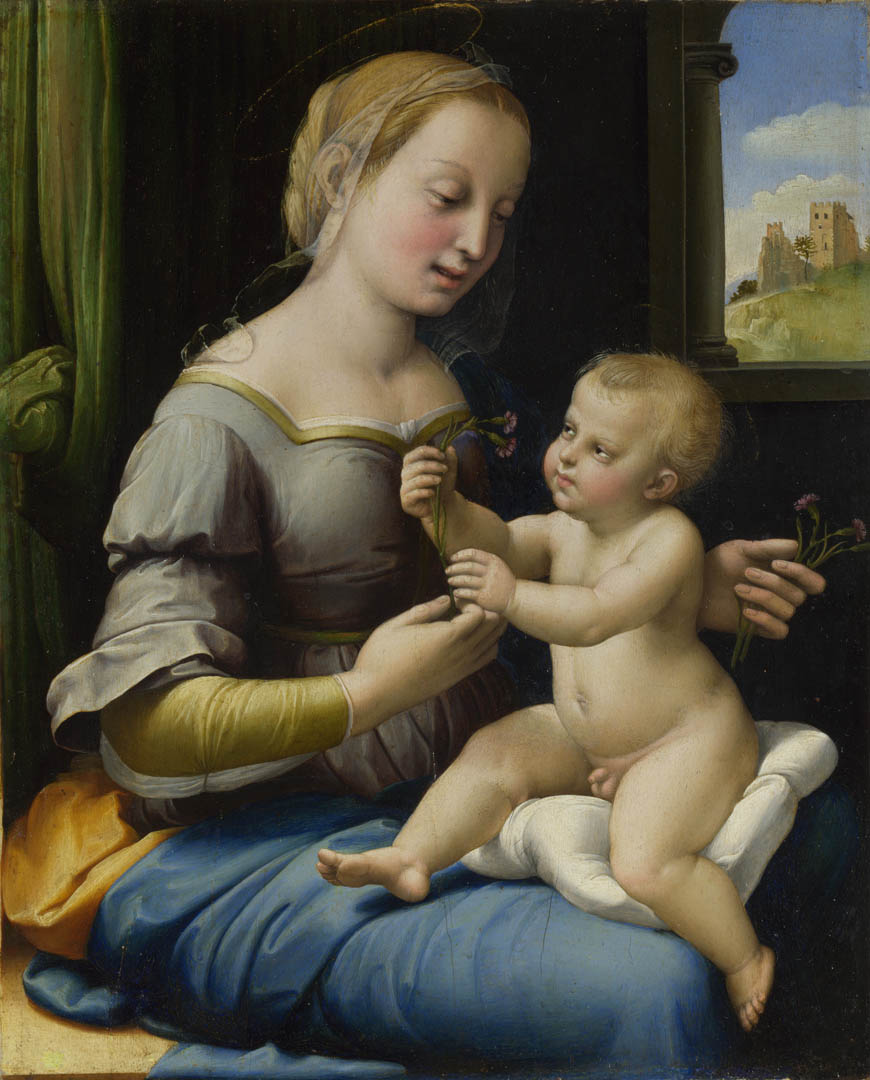
Рафаэль Санти. Мадонна с гвоздиками. 1506—1507. Дерево, масло. Лондонская национальная галерея